# Діти наших дітей
«Діти наших дітей» (англ. Our Children's Children) — науково-фантастичний роман Кліффорда Сімака, вперше опублікований 1973 року.

## Зміст
Біля будинку де відпочивав газетний фотограф Бентлі Прайс, з'явився портал звідки організовано почала виходити нескінченна колона людей.
Їхній очільник повідомив Прайсу, що вони з майбутнього віддаленого на 500 років,
де суспільство навчилось економно використовувати природні ресурси, внаслідок чого здебільшого зникла промисловість.
Їх спіткала прикра несподіванка — приліт корабля войовничих прибульців, які надзвичайно швидко рухались, і влаштували полювання на людей як на мисливські трофеї.
Програючи війну з прибульцями, люди майбутнього побудували ворота у часі і почали організовану переправу зі всім необхідним в нас час.
Фотограф повідомив це своєму редактору Менінгу, а той своєму другові — прессекретарю Білого дому Стіву Вілсону.
Президент США Семюель Дж. Хендерсон отримавши повідомлення про понад 200 порталів як в США, так і в інших країнах,
по яких прибуває понад 2 млн людей за годину, поспішив зустрівся з їхнім лідером Мейнардом Гейлом.
Гейл одразу попросив націлити гармати на всі портали, на випадок прориву прибульців, і розповів про план біженців.
Люди розпочали термінову евакуацію з 2498 року зі всім необхідним, включаючи продовольство для порталів у найбідніші країни,
для проміжної зупинки в нашому часі, де найбільш розвинута промисловість.
І вони надіються за її допомогою побудувати нові портали в середній міоцен, де вже зникли динозаври, а натомість з'явилась трава і травоїдні тварини, яких можна розводити.
Використовуючи свої технології мінімального використання природних ресурсів, вони мають намір розвинутись і з часом перебратись з Землі на іншу планету
ще до моменту появи первісних людей, щоб не мати можливості внести зміни в історію людства.
Наука майбутнього вважає, що подорожі в часі можливі тільки в бік минулого.
Президент був рішуче налаштований допомогти біженцям, оскільки вони «діти наших дітей», однак йому довелось враховувати реакцію політичних конкурентів, релігійних фанатиків та проблеми Холодної війни.
Гейл запропонував Хендерсону, портфель з діамантами, на покриття витрат біженців.
Хендерсон почав з введення воєнного стану на всій території США.
Ще до закінчення евакуації в майбутньому біля порталів почались бої, і в одному з порталів у США та в Африці прорвалось у наш час по одному прибульцю.
Гейл повідомив, що в критичних ситуаціях прибульці здатні дуже швидко розмножуватись.
Президент відправив армію на пошук прибульця, що сховався в найближчих горах.
Вчені біженців об'єднались з вченими США для проєктування перших порталів.
Радикальна молодь виявляє бажання вирушити разом з біженцями «до шаблезубих».
Виводок молодих прибульців напав на ферму у Західній Вірджинії.
СРСР надають США вибір, або прийняти їхні війська для допомоги пошуку прибульців, або погодитись на ядерний удар по Західній Вірджинії.
США відкликають війська з Європи для пошуку прибульців.
Харизматичні проповідники оголошують «хрестовий похід» проти біженців-атеїстів.
Біженці організовують самоуправління і допомагають армії в облаштуванні тимчасових таборів і з пошуком прибульців.
Олігарх спонсор генерального прокурора продавлює фінансування побудови тунелів в обмін на монопольне володіння ними після відходу біженців.
Його науковці пообіцяли вдосконалити їх для подорожей в обидва боки.
Фотографу Прайсу вдається сфотографувати момент зникнення оточеного солдатами прибульця.
На фотографії вдається роздивитись ландшафт крейдового періоду з динозаврами.
Гейл припустив, що у потомства прибульця, який пройшов через ворота часу, розвинулась здатність подорожей у часі.
Від науковців біженців президент дізнається, що подорожі можливі тільки в минуле, тому не перешкоджає планам олігарха.
А переміщення прибульців в крейдовий період позбавляє його військових проблем та пояснює зникнення динозаврів.
Оскільки теперішня історія не змінилась, очевидно, прибульці минулого покинули Землю.
Гейл пропонує людям, з якими встиг потоваришувати, приєднатись до їх переходу в міоцен, щоб уникнути неминучих економічних проблем в недалекому майбутньому.